# روستاییان مجازی
روستاییان مجازی (انگلیسی: Virtual Villagers)